# Ern Stack
Ern Stack är en klippa i Storbritannien.   Den ligger i kommunen Shetlandsöarna och riksdelen Skottland, i den norra delen av landet, 1 000 km norr om huvudstaden London. Ern Stack ligger 9 meter över havet. Den ligger på ön Yell.
Terrängen runt Ern Stack är platt. Havet är nära Ern Stack åt nordväst. Runt Ern Stack är det mycket glesbefolkat, med 3 invånare per kvadratkilometer. Trakten runt Ern Stack består i huvudsak av gräsmarker.